# Румелія (еялет)
41°01′00″ пн. ш. 21°20′00″ сх. д. / 41.01666667° пн. ш. 21.33333333° сх. д.
Еялет Румелія або Румелійське бейлербейство (осман. ایالت روم ایلی) — найперша з провінцій Османської імперії в Європі та одна з найважливіших серед інших еялетів. Засновано близько 1365 року як бейлербейство. У 1590 році перетворено на еялет. У 1826 після адміністративно-територіальної реформи розділено на вілайєти й перетворено на Монастирський еялет. Столиця послідовно були Едірне, Софія та Монастир. Охоплювало території сучасних Албанії, Болгарії, Македонії, Сербії, Греції, західної Туреччини, Чорногорії, Боснії та Герцеговини, південної Хорватії (Далмації), південної України.

## Історія
Після перемог над Болгарським царством та захоплення у 1361 році міста Адріанополя (перейменовано на Едірне). Тут намісником було залишено Лалу Шахін-пашу, який перетворив захоплені землі на сході Балканського півострова на османську провінцію. після повернення султана Мурада I з походу проти анатолійських бейлеків у 1365 році було засновано бейлербейство Румелія (від назви Рум, тобто Візантія) з головним осередком в Едірне. У 1366 році Едірне стало також столицею Османської імперії. Завдяки цьому статус бейлербеїв Румелії піднявся на значну висоту. Це стало однією з важливіших посад в державі.
З часом захоплені землі на Балканському півострові було приєднано до Румелії. Також до нього увійшли південні землі Криму та міста в гирлах Дону, Дніпра, Інгулу та Дністру, які були захоплені у 1470-1480-х роках у генуезців. У 1520 році столицю бейлербейства перенесено до Софії. У 1560-х роках під орудою Румелійського бейлербея опинилися землі між Інгулом та Дністером.
В результаті під владою очільника Румелії опинилися величезні землі, він став одним з могутніших сановників імперії. Бейлербей став постійним членом дивану султана (на кшталт імператорського уряду). Водночас низка великих візирів поєднували власну посаду з посадою бейлербея Румелії.
Втім це заважало ефективному та оперативному керуванню підлеглими землями. Тому за часів султана Сулеймана I відбулося декілько реформувань бейлербейства. У 1533 році з нього виокремлено землі, які стали бейлербейством Архіпелаг (Егейські острови), у 1568 році утворено бейлербейство Кефе (південний Крим). Справу продовжили наступні султани. В 1580 році Боснію було виділена в бейлербейство, метою якого було готувати наступ проти Австрії.
У 1590 році бейлербейство перетворено на еялет. З огляду на постійні сутички з річчю Посполитою та прагненням Волощини і Молдови здобути самостійність виникла потреба посилити керованість цими землями. Тому з північної частини еялету Румелія утворено Сілістрійський еялет.
В таких межах він існував до середини XVII ст. Водночас Османська адміністрація так і не зуміла підпорядкувати повністю деякі гірські райони, населені албанцями, влахами і чорногорцями. Лише до кінця XVII в. в деяких з них були утворені так звані байраки на чолі з байрактарами. Байраки видозмінювали традиційну родову структуру гірського суспільства і повинні були гарантувати лояльність і залучення горців до військової служби. До того внутрішні райони користувалися повним самоврядуванням під керівництвом родових вождів і старійшин, хоча на них поширювався формінімальний суверенітет імперії.
Важка криза 1650-х років призвело до розбалансування управління: на місцях санджакбеї в багатьох місцях перестали коритися, відбувалися повстання сипахіїв та християнського населення. З приходом до влади роду Кепрюлю (протягом 1650-1680-х років обіймали посаду великого візира) призвела до посилення центральної влади. Водночас продовжилися адміністративні реформи. У 1661, році з земель Румелії було утворено еялет Морея (для більш ефективної боротьби проти Венеції), у 1670 році з Румелії було виділено Янінський еялет.
Наприкінці XVIII з метою посилення керованості низка важливих санджаків очолювалася санджакбеями з титулом паші і статусом візира. В результаті утворилося декілька пашаликів, очільники яких час від часу намагалися стати незалежними, особливо у 1780-1790-х роках. Наймогутнішими були Белградський, Відінський, Нікопольський, Софійський, Шкодерський, Бератський пашалики.
У 1826 році султан Махмуд II під впливом французьких реформ здійснив в державі власні зміни, що також торкнулися провінцій імперії. З Румелійського еялету було утворено еялети Едірне та Салоніки. А сам Румелійський еялет перетворено на еялет Монастир.

## Поділ
Землі провінції були поділені на санджаки, нахії і кадилики (судові округи). Спочатку вони відображали кордони захоплених османами державних утворень. На 1475 рік існувало 17 санджаків, якими керували санджакбеї: Стамбул, Геліболу, Нігболу, Едірне, Відін, Софія, Лаз-ілі, Деспот-ілі, Вардар, Ускюб, Арнаут-ілі Скандерберга, Арнаут-ілі Аріанті, Боснія, Боснія Томашевича, Афіни, Морея, Монастир.
У 1520 році кількість санджаків збільшено до 33 за рахунок розділу великих санджаків: Санджак-Паша (йому підпорядковувалися західна Македонія, міста Монастир, Ускюб, Прілеп та Кесрійє), Геліболу, Нігоболу, Кюстенділ (землі Костянтина Деянович Драгаша), Відін, Софія, Семендір, Сілістра, Боснія, Герсек, Охрі (Охридський санджак), Авлонія, Карадаг (санджак Чорногорія), Іскандрейє (санджак Скутарі), Ельбасан, Морея, Яніна, Інебахті, Тірхала, Алака-Хисар (Крушевацький санджак), Вулчитрін, Кефе, Призрен, Карлі-елі (Етолія та Акарнанія), Егрібоз, Міділлі, Чирмен, Візе, Ізворник, Флорина. До них додалися санджаки, що не мали суцільної території, а керували над спеціальними меншинами або станами: Чингене (циганський санджак), Кірк-Кілісе (кочовники-мусульмани в Болгарії), Войників (вояки-слов'яни на службі імперії).
Внаслідок реформ, в результаті яких з Румелії було утворено самотійні еялети, до 1650 року кількість санджаків скоротилося до 15: Селанік, Тірхала, Яніна, Алака-Хисар, Авлонія, Кюстенділ, Іскендерійє, Дельвіна, Ельбасан, Охрі, Ускюп, Іпек (Дукагінський саджак), Призрен, Вулчитрін, Войників. В цей час нараховувалося 450 кадиликів.
У 1700 році після поразок у війнах з Австрією та її союзниками межа Румелії стала державним кордоном. З огляду на цю загрозу відбулася нова реформа. Кількість санджаків було збільшено до 18. Доі снувавших у 1650 році додалися Санджак-Паша (керував областю навколо міста Монастир), Чингене (циганський санджак), Юрюків.
У 1826 році після чергової адміністративно-територіальної реформи кількість санджаків було зменшено до 17: замість Санджак-Паші утворено Монастирський санджак, утворено санджаки Кавала та Смедерево. Ліквідовано санджаки Войників, Чингене та Юрбків.

## Кордони та адміністрація
Північним кордоном еялету були місто Очаків, північно-східним місто Азак (Азов), потім кордон проходив по Дунаю. На півдні Пелопонеський півострів та Егейські острови, за південному заході — острів Крк, на сході доходив до узбережжя Мармурового моря та протоки Босфор, включно зі столицею держави Стамбулом.
На чолі стояв бейлербей (згодом паша), який призначав санджакбеїв в санджаки. Важливу роль в управлінні еялетом відігравала рада при бейлербеї — диван еялету, члени якого серед іншого розбирали скарги місцевого населення. Санджакбеям підпорядковувалися субаши (очільники нахій).
Владу над податковим населенням здійснювали аяни (старійшини сільських громад) і кетхуда (старійшини міських кварталів). У немусульман адміністративні повноваження виконували виборні старійшини (коджабаши і чорбаджі), а також представники духовенства.
Як й в інших еялетах судочинство здійснювали каді, їхніми помічниками були наїби. Головними в'язницями були Бейяз-кула в Салоніках та Кале в Ускюбі.

## Економіка
Основними галузями були землеробство та тваринництво. Еялет уславився своїми оливками, цитрусовими, інжиром, виноградом. У великій кількості виготовлялися вино та оливкову олію. Також провінція тривалий час була важливою житницею імперією (сіялися пшениця, кукурудза, жито та овес). Скотарі зазвичай вирощували овець та кіз, в меншій кількості велику рогату худобу й свиней. Наявність морських портів та великих річок сприяло розвитку торгівлі. Значний зиск становила розробка свинцевих, мідних, залізних, золотих та срібних копалень. Лише сіль завозилася з Валахії.
Податками опікували дефтерлери. Їх у Румелії з 1500 року постійно збільшувалося: з 167 до 370 осіб. У XVIII ст. у зв'язку з невдалими війнами проти Австрії та Росії впроваджено нову податкову систему. Румелійські паши почали збирати податки під назвою масаріф-і вілайт (місцеві податки), що складалися з імдад-сеферіє та імдад-хазаріє, тобто військові та термінові військові податки. Перші шли для забезпечення адміністрації, чавушів, обслуговування адміністративних будівель, мостів, доріг, менизилів (поштових станцій) та водогонів. Інші податки йшли на забезпечення військ, що набиралися в еялеті. У XVIII ст. загалом збиралося податків від 7 до 10 млн акче.
Протягом практично усього існування еялету основою була система тімарів (володарі них називалися тімаріотами), тобто феодальних пожалувань. Очільникам еялету та санджаків надавалася сукупність тимарів (хасса), з яких вони отримували дохід (на кшталт зарплатні) на час своєї каденції. В часи найбільшого розширення еялету загальна кількість тімарів становило 30300, зеаметів — 914.
У Румелійському еялеті дохід від тимарів в середньому становив 3 тис. акче. Водночас санджакбеї Нігболу, Дугагіну (Іпеку) та Чирмену отримували дохід, що дорівнювався доходу усіх спагіїів санджаку, або навіть більше (Кірк-Кілісе та Візе) — від 200 до 500 тис. акче. Напочатку XVII ст. бейлербей (паша) отримував похід у 1,1 млн акче.

## Очільники

### Бейлербеї
- Лала Шахін-паша, 1365—1385
- Тимурташ-паша, 1385—бл.1390
- Сулейман-Челебі, 1390—1411
- Міхалоглу Мехмед-бей, 1411—1420
- Мустафа-бей, 1421—1439?
- Хадім Шехаббедін-паша, 1439—1442
- Касім-паша, 1442—1443
- Омер-бей, 1443—1453
- Турахан-бей, 1453
- Махмуд-паша Ангелович, 1453—1456 (також великий візир у 1456—1466 роках)
- Ахмед-бей, 1466—1469
- Гасс Мурад-паша, 1469—1473
- Хадім Сулейман-паша, 1473—1475
- Дауд-паша, 1475—1478
- Сінан-паша, 1478—1481
- Месіх-паша, 1481—1490?
- невідомо
- Хасан-паша, 1510-ті роки
- Ахмед-паша, 1521—1523
- Гюзелке Касім-паша, 1527—1530
- Паргали Ібрагім-паша, 1530—1536 (також великий візир)
- Хосров-паша, 1538—?
- Алі-паша, 1540-ві
- Мехмед-паша Соколович, 1550ті
- Доганси Мехмед-паша, 1560-ті
- невідомо

### Паши
- Сілахтар Мустафа-паша, 1640—1641
- Єген Осман-паша, 1680-ті
- невідомо
- Сари Ахмед-паша, 1711—1715
- Топал Осман-паша, 1721—1727, 1729—1730, 1731
- Алі-паша Абдіпашазаде, 1739—1740
- Ях'я-паша Халібзаде, 1746
- Узун Гасан-паша, 1758—1761
- Генч Мехмед-паша, 1782
- Мехмед-паша Айдосли, 1787
- Бекір-паша, 1791—1793 роки
- Саїд-Мустафа-паша, 1793—1797 роки
- Хаккі-паша, 1797—1798
- Курд Алі-паша, 1798-1799
- Алі-паша, 1799—1800, 1802—1803
- Бекір-паша, 1803—1804
- Велі-паша, 1804—1807
- Хуршид-паша, 1808—1811?
- невідомо